# Lijst van rijksmonumenten in Lekkerkerk
De plaats Lekkerkerk telt 13 inschrijvingen in het rijksmonumentenregister. Hieronder een overzicht.
| Object | Oorspronkelijke functie? | Bouwjaar                     | Architect | Locatie           | Coördinaten?                  | Nr.?   | Afbeelding |
| --- | ------------------------ | ---------------------------- | --------- | ----------------- | ----------------------------- | ------ | --- |
| Grote of Johanneskerk | Kerk en kerkonderdeel    | 16e eeuw                     |           | Kerkplein 7       | 51° 53' 42" NB, 4° 41' 1" OL  | 25735  | Meer afbeeldingen |
| Toren van de Grote of Johanneskerk | Kerk en kerkonderdeel    | 18e eeuw                     |           | Kerkplein 7       | 51° 53' 42" NB, 4° 41' 0" OL  | 25736  | Meer afbeeldingen |
| Gepleisterd pand met rieten wolfdak en gepolychromeerde gevelsteen. Bakhuisje op het erf. | Woonhuis                 | 17e eeuw                     |           | Lange Stoep 33    | 51° 53' 45" NB, 4° 40' 59" OL | 25737  | Meer afbeeldingen |
| Boerderij. Links onderkelderd woongedeelte met rieten wolfdak en een gevel met vlechtingen en vensters met luiken en negenruitsschuiframen. In het bovenlicht van de deur een levensboom. Achter het woonhuis een hogere stal. Veelhoekige karnmolen | Boerderij                | eerste helft 17e eeuw        |           | Opperduit 308     | 51° 53' 57" NB, 4° 42' 49" OL | 25738  | Meer afbeeldingen |
| Grote boerderij onder rieten wolfdak. Voorgevel met vlechtingen; vensters met twaalf en vijftienruitsschuiframen | Boerderij                | 1859 (stichtingssteen)       |           | Opperduit 352     | 51° 53' 58" NB, 4° 42' 28" OL | 25739  | Meer afbeeldingen |
| Boerderij onder rieten zadeldak met puntgevel. Rechts uitgebouwde opkamer. In de linker zijgevel van de stal inrijdeuren waarboven een hooiluik met driehoekige houten geveltop                                                                      | Boerderij                | 17e of 18e eeuw              |           | Opperduit 360     | 51° 53' 58" NB, 4° 42' 25" OL | 25740  | Meer afbeeldingen |
| Gepleisterde hoeve, rieten wolfdak en links uitgebouwde vleugel onder zadeldak, afgesloten door een puntgevel met rookkanaal in de as. Bakhuis | Boerderij                | waarschijnlijk 18e eeuw      |           | Opperduit 372     | 51° 53' 58" NB, 4° 42' 19" OL | 25741  | Gepleisterde hoeve, rieten wolfdak en links uitgebouwde vleugel onder zadeldak, afgesloten door een puntgevel met rookkanaal in de as. Bakhuis |
| Boerderij onder rieten wolfdak. Vensters met negen-, twaalf- en twintigruitsschuiframen. Inrijdeuren in de linker zijgevel van de stal. Boven de inrijdeuren hooiluiken onder zadeldakje                                                             | Boerderij                | eerste helft van de 19e eeuw |           | Opperduit 446     | 51° 53' 54" NB, 4° 41' 47" OL | 25742  | Meer afbeeldingen |
| Boerderij, met gepleisterd woonhuis, waarin links een opkamer. Vensters met twintigruitsschuiframen. Stal, ten dele van gepotdekselde houten delen, onder een rieten wolfdak met het woonhuis                                                        | Boerderij                | waarschijnlijk 18e eeuw      |           | Opperduit 452     | 51° 53' 52" NB, 4° 41' 42" OL | 25743  | Meer afbeeldingen |
| Boerderij, met woonhuis, dat in de voorgevel vensters met roedenverdeling uit de bouwtijd heeft. Hogere stal onder zadeldak tussen puntgevels met vlechtingen                                                                                        | Boerderij                | 18e eeuw                     |           | Opperduit 482     | 51° 53' 48" NB, 4° 41' 30" OL | 25745  | Meer afbeeldingen |
| Hoeve, onder rieten wolfdak. Rechts een uitgebouwde opkamer met zadeldak en puntgevel | Boerderij                | eerste helft 19e eeuw        |           | Voorstraat 212    | 51° 53' 42" NB, 4° 40' 44" OL | 25746  | Meer afbeeldingen |
| Directeurswoning, dijkwoning in Eclectische trant gebouwd als woonhuis met inpandig kantoor | Woonhuis                 | ca. 1870                     |           | Voorstraat 17     | 51° 53' 41" NB, 4° 40' 48" OL | 512467 | Directeurswoning, dijkwoning in Eclectische trant gebouwd als woonhuis met inpandig kantoor                                                    |
| Directeurswoning: schuur | Opslag                   | ca. 1870                     |           | Voorstraat bij 17 | 51° 53' 41" NB, 4° 40' 48" OL | 512468 | Meer afbeeldingen |